# Biserica ortodoxă română din Istanbul
Biserica ortodoxă română din Istanbul, cu hramul sfintei Paraschevi din Roma, este lăcașul de cult folosit de comunitatea ortodoxă română din Istanbul. În anul 2015 Patriarhia Ecumenică de Constantinopol a reînnoit acordul cu Biserica Ortodoxă Română în acest sens.
Lăcașul a fost vizitat în anul 2016 de președintele Klaus Iohannis.